# 王永泉

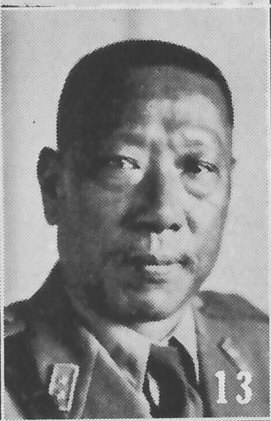
王永泉

王永泉（1880年—1942年），字伯川，亦百川，直隶省天津府天津县人，祖籍江苏省，中华民国军事将领。

## 生平
1902年（光緒28年），王永泉赴日本留学，先后入成城学校、陸軍士官学校第4期工兵科。毕业归国後，任陸軍第八鎮工兵营管带。中華民国成立後，历任北洋政府陸軍部工兵技正、湖南都督署参謀長。1917年（民国6年），任奉天陸軍司令部副官長兼補充旅旅長。1918年（民国7年）10月，因李厚基在福建兵敗，奉天混成旅在段祺瑞命令下自洛陽率領南調福建省增援，為王永泉入閩之原因。
民國八年（1919）1月，補充旅改名為中央陸軍第24混成旅，王永泉續任旅長，該旅駐紮福建省。
在直皖戰爭後，因皖系落敗，皖系的主要人物徐樹錚自北京脫逃，輾轉抵達福州，由徐樹錚牽線與王永泉、汀漳鎮守使臧致平、廣州軍政府將領許崇智等私下協議推翻李厚基在福建省的統治。1922年（民国11年）10月，王永泉同皖系的徐樹錚在福建成立建国軍政制置府，王永泉自称福建总撫兼省長。11月，制置府废止，此后王永泉单独统治福建省。
由於皖系在福建省的的大動作驚動北京，直系的吳佩孚下令孫傳芳率領的陸軍第2師與周蔭人率領的陸軍第12師在民國11年冬季南下福建增援，這支部隊很快擊敗了原先盤據福建的王永泉部隊。在直系主力軍入閩後，原先王、徐自封的頭銜就無法確保。在民國十二年（1923）3月，福建督理一職由孫傳芳接任，王永泉改任福建軍務帮办。1923年4月，兼任建安護軍使。5月，建安護軍使被撤销，改任興泉護軍使。1923年被北京政府授予溥威将军称号。
民國十三年（1924）3月的同安戰鬥，王永泉與其盟友臧致平的部隊遭到孫傳芳徹底擊潰。殘軍由臧致平、楊化昭帶領下投奔江蘇督軍盧永祥。逃跑下野後的王永泉入住上海法國租界善钟路87号。
1937年（民国26年）12月，中華民国臨時政府成立，王永泉参加，任治安部次長，辅佐部長齐燮元。1940年（民国29年）3月，臨時政府同汪精卫政权合流后，王永泉从政界、军界退出。1942年（民国31年），王永泉在北京特別市病逝。享年63岁。